# Metrichia
Metrichia is een geslacht van schietmotten uit de familie Hydroptilidae. De wetenschappelijke naam van het geslacht is voor het eerst geldig gepubliceerd door Herbert Holdsworth Ross in 1938. In 1968 veranderde Oliver S. Flint Jr. de status van Metrichia naar die van ondergeslacht van Ochrotrichia. Glenn B. Wiggins herstelde Metrichia in 1996 als een apart geslacht.
Deze schietmotten zijn verspreid over de Nieuwe Wereld, van het zuidwesten van de Verenigde Staten tot in Chili en Argentinië, en ook in de Caraïben. Er zijn meer dan honderd soorten beschreven; de meeste daarvan komen in een beperkt gebied voor. Het zijn kleine insecten, niet meer dan 3 mm lang. Over de levenswijze van de larven is zeer weinig gekend. In Brazilië is een Metrichia (Metrichia bonita) ontdekt waarvan de larve leeft op kalktuf in snelstromend water, en een koker van kalktufdeeltjes maakt, 1,5 tot 2 mm lang.

## Soorten
Deze lijst van 98 stuks is mogelijk niet compleet.
- M. aberrans (OS Flint, 1972)
- M. acicula J Bueno-Soria & RW Holzenthal, 2003
- M. adamsae OS Flint & J Bueno-Soria, 1998
- M. alajuela J Bueno-Soria & RW Holzenthal, 2003
- M. amplitudinis J Bueno-Soria & RW Holzenthal, 2003
- M. ancora J Bueno-Soria & RW Holzenthal, 2003
- M. angulosa J Bueno-Soria & RW Holzenthal, 2003
- M. anisoscola (OS Flint, 1991)
- M. araguensis (OS Flint, 1981)
- M. arenifera (OS Flint, 1980)
- M. argentinica F Schmid, 1958
- M. arizonensis (OS Flint, 1972)
- M. avon (J Bueno-Soria, 1983)
- M. bidentata (OS Flint, 1983)
- M. biungulata (OS Flint, 1972)
- M. bola (OS Flint, 1991)
- M. bonita
- M. brevitas J Bueno-Soria & S Santiago-Fragoso, 2002
- M. bulbosa (S Jacquemart, 1963)
- M. cafetalera L Botosaneanu, 1980
- M. campana (OS Flint, 1968)
- M. carbetina (L Botosaneanu, 1994)
- M. ceer (OS Flint, 1992)
- M. circulatrix J Bueno-Soria, 2002
- M. continentalis (OS Flint, 1972)
- M. crenula J Bueno-Soria, 2002
- M. cuenca (PP Harper & P Turcotte, 1985)
- M. cuniapiru EB Angrisano, 2005
- M. cuspidata (OS Flint, 1991)
- M. decora J Bueno-Soria & RW Holzenthal, 2003
- M. dietzi (OS Flint, 1974)
- M. difusa J Bueno-Soria & S Santiago-Fragoso, 2002
- M. diosa OS Flint & J Bueno-Soria, 1998
- M. disparilis (OS Flint, 1983)
- M. enigmatica J Bueno-Soria & S Santiago-Fragoso, 2002
- M. espera L Botosaneanu, 1977
- M. excisa (K Kumanski, 1987)
- M. exclamationis (OS Flint, 1968)
- M. extragna J Bueno-Soria & R Barba-Alvarez, 1999
- M. favus (L Botosaneanu, 1993)
- M. florecita J Bueno-Soria, 2002
- M. fontismoreaui (L Botosaneanu, 1991)
- M. geminata (OS Flint, 1996)
- M. gordita J Bueno-Soria & RW Holzenthal, 2003
- M. helenae OS Flint & J Bueno-Soria, 1998
- M. jorobada J Bueno-Soria, 2002
- M. juana (OS Flint, 1964)
- M. kumanskii (L Botosaneanu, 1991)
- M. lacuna (J Bueno-Soria, 1983)
- M. lemniscata (OS Flint, 1972)

- M. lenophora (OS Flint, 1991)
- M. longispina OS Flint & JL Sykora, 2004
- M. longitudinis J Bueno-Soria, 2002
- M. luna J Bueno-Soria & RW Holzenthal, 2003
- M. macrophallata (OS Flint, 1991)
- M. madicola (L Botosaneanu, 1994)
- M. madre OS Flint & J Bueno-Soria, 1998
- M. magna J Bueno-Soria & RW Holzenthal, 2003
- M. malada (OS Flint, 1991)
- M. mechuda J Bueno-Soria & RW Holzenthal, 2003
- M. meta J Bueno-Soria & RW Holzenthal, 2003
- M. minera J Bueno-Soria, 2002
- M. munieca L Botosaneanu, 1977
- M. necopina L Botosaneanu & A Thomas, 2005
- M. neotropicalis F Schmid, 1958
- M. nigritta (Banks, 1907)
- M. pakitza OS Flint & J Bueno-Soria, 1998
- M. palida J Bueno-Soria & S Santiago-Fragoso, 2002
- M. patagonica (OS Flint, 1983)
- M. penicillata (OS Flint, 1972)
- M. picuda J Bueno-Soria & RW Holzenthal, 2003
- M. platigona (L Botosaneanu, 1993)
- M. potosina J Bueno-Soria, 2002
- M. prolata J Bueno-Soria & RW Holzenthal, 2003
- M. prolixa J Bueno-Soria, 2002
- M. protrudens (OS Flint, 1991)
- M. pseudopatagonica J Bueno-Soria & RW Holzenthal, 2003
- M. quadrata (OS Flint, 1972)
- M. rawlinsi (OS Flint & JL Sykora, 1993)
- M. riva (J Bueno-Soria, 1983)
- M. rona (OS Flint, 1991)
- M. sacculifera (OS Flint, 1991)
- M. savegra J Bueno-Soria & RW Holzenthal, 2003
- M. separata J Bueno-Soria & RW Holzenthal, 2003
- M. sesquipedalis J Bueno-Soria & RW Holzenthal, 2003
- M. similis (OS Flint, 1968)
- M. sonora J Bueno-Soria, 2002
- M. spica J Bueno-Soria & RW Holzenthal, 2003
- M. squamigera (OS Flint, 1992)
- M. temascalapensis J Bueno-Soria & R Barba-Alvarez, 1999
- M. thirysae (S Jacquemart, 1980)
- M. triangula J Bueno-Soria & S Santiago-Fragoso, 2002
- M. trigonella (OS Flint, 1972)
- M. triquetra J Bueno-Soria & RW Holzenthal, 2003
- M. trispinosa (J Bueno-Soria, 1979)
- M. truncata J Bueno-Soria & RW Holzenthal, 2003
- M. warema (OS Flint, 1974)
- M. yalla (OS Flint, 1968)
- M. yavesia J Bueno-Soria, 2002